# Melitaea
Melitaea är ett släkte av fjärilar som beskrevs av Fabricius 1807. Melitaea ingår i familjen praktfjärilar.

## Bildgalleri

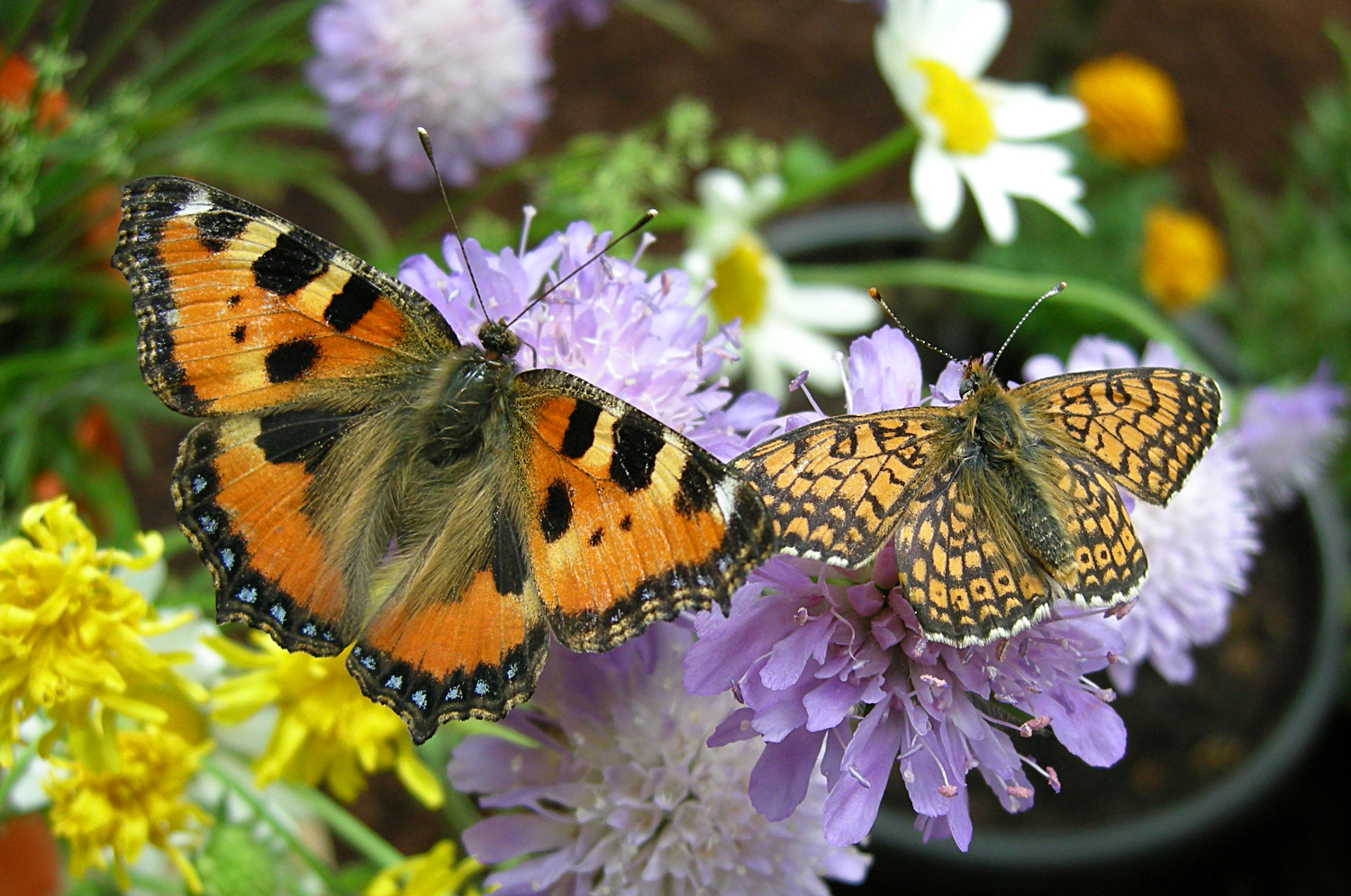
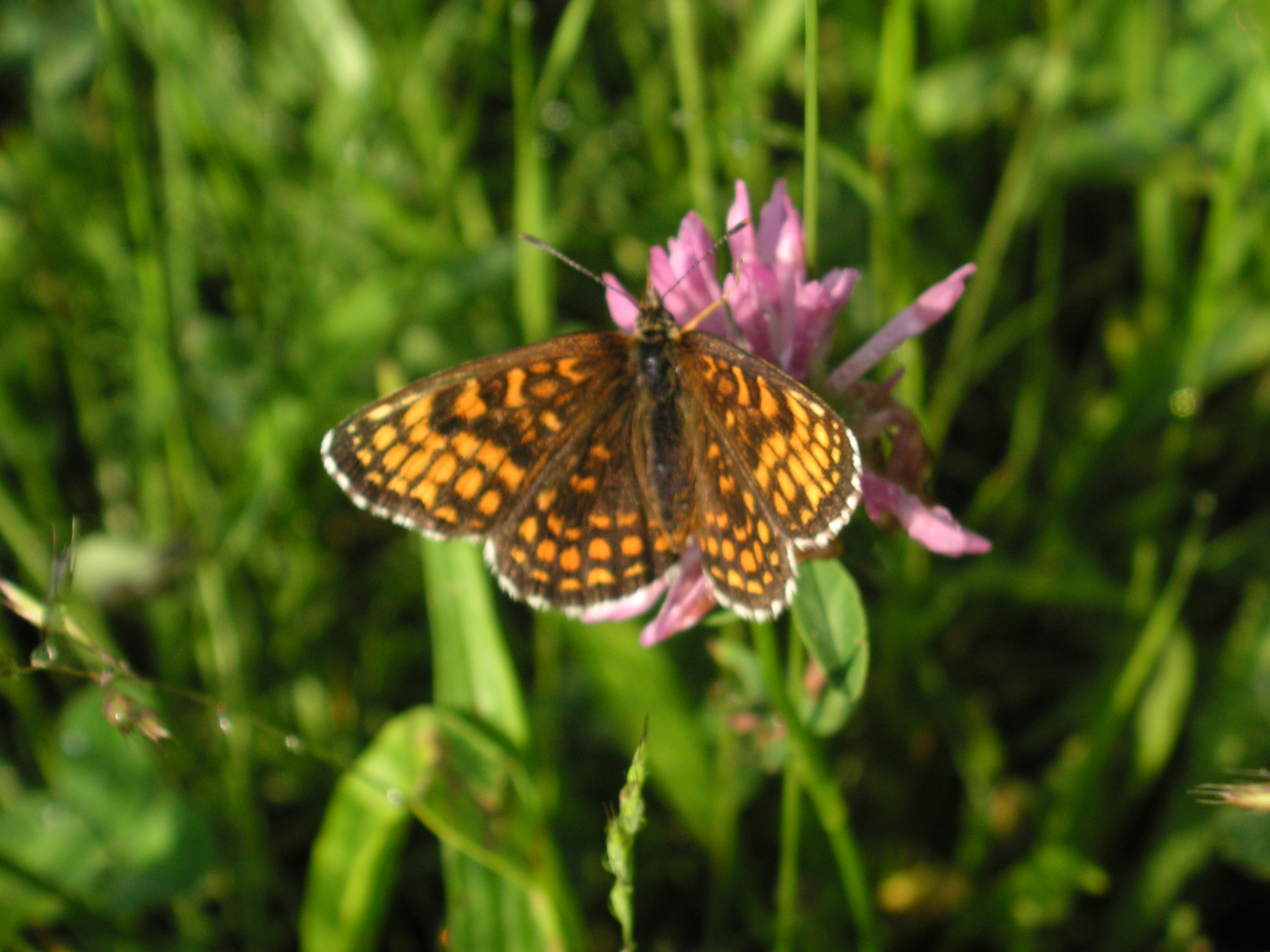
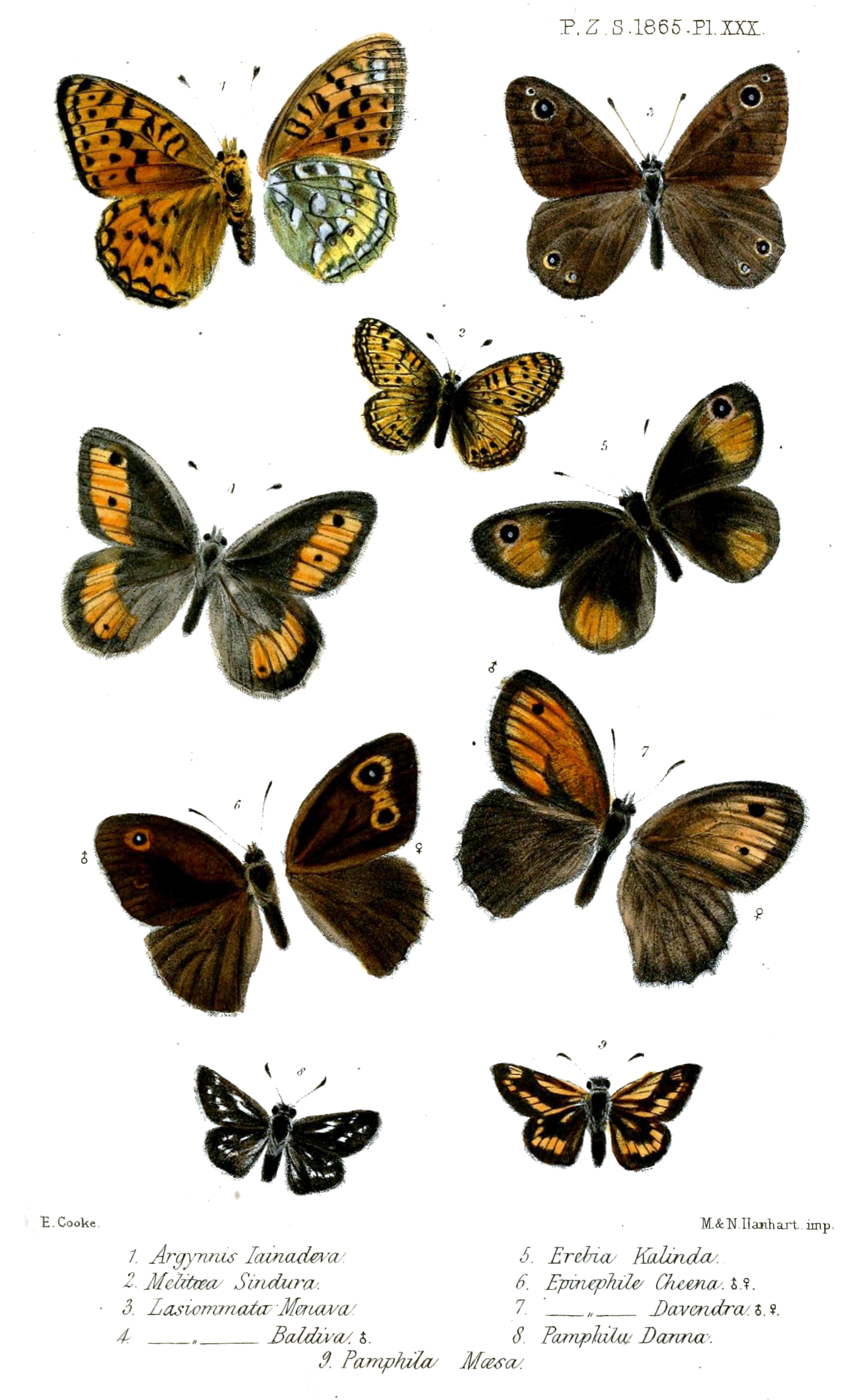

## Dottertaxa tillMelitaea, i alfabetisk ordning[1][2]
- Melitaea aabaca
- Melitaea abacus
- Melitaea abyssinica
- Melitaea acraeina
- Melitaea acrogynoides
- Melitaea aduaticana
- Melitaea aestiva
- Melitaea aetherea
- Melitaea aethereaeformis
- Melitaea aetherie
- Melitaea afghana
- Melitaea africafelix
- Melitaea agar
- Melitaea ala
- Melitaea alaeida
- Melitaea alatauica
- Melitaea albescens
- Melitaea albicans
- Melitaea albida
- Melitaea albidosplendida
- Melitaea albina
- Melitaea alboocellata
- Melitaea algirica
- Melitaea alini
- Melitaea allah
- Melitaea allophylus
- Melitaea almana
- Melitaea alpestris
- Melitaea alpina
- Melitaea alraschid
- Melitaea altaica
- Melitaea alternans
- Melitaea amanica
- Melitaea amardea
- Melitaea amaura
- Melitaea ambigua
- Melitaea ambra
- Melitaea ambrisia
- Melitaea amitabha
- Melitaea amoenula
- Melitaea androtropia
- Melitaea anticoradiata
- Melitaea antigonus
- Melitaea apenninigena
- Melitaea apsara
- Melitaea araratica
- Melitaea arcesia
- Melitaea ardens
- Melitaea arduinna
- Melitaea arelatia
- Melitaea argentea
- Melitaea armoricana
- Melitaea asteroidea
- Melitaea athalia
- Melitaea athene
- Melitaea atlantis
- Melitaea atralpina
- Melitaea atrarubra
- Melitaea atrata
- Melitaea atromarginata
- Melitaea aullicana
- Melitaea aurelita
- Melitaea australis
- Melitaea austria
- Melitaea austrobscura
- Melitaea autumnalis
- Melitaea avinovi
- Melitaea baccata
- Melitaea badukensis
- Melitaea baikalensis
- Melitaea baileyi
- Melitaea balba
- Melitaea balbina
- Melitaea balbita
- Melitaea balcanensis
- Melitaea batangensis
- Melitaea bellona
- Melitaea bellonides
- Melitaea belteri
- Melitaea bethunebakeri
- Melitaea bicolor
- Melitaea bifasciata
- Melitaea blotei
- Melitaea bockletii
- Melitaea boschmai
- Melitaea bosniensis
- Melitaea bosphorana
- Melitaea boulei
- Melitaea brenthis
- Melitaea briantea
- Melitaea britomartis
- Melitaea brunnea
- Melitaea brussaensis
- Melitaea burri
- Melitaea butleri
- Melitaea calcea
- Melitaea caldaria
- Melitaea candidata
- Melitaea canellina
- Melitaea capreola
- Melitaea caradjai
- Melitaea carmana
- Melitaea carpentana
- Melitaea casta
- Melitaea castiliana
- Melitaea catamesoides
- Melitaea cataminuta
- Melitaea catananoides
- Melitaea cataoccasus
- Melitaea catapelia
- Melitaea catapelioides
- Melitaea catoprotea
- Melitaea caucasi
- Melitaea caucasica
- Melitaea caucasicola
- Melitaea celladdita
- Melitaea cellapartita
- Melitaea cernyi
- Melitaea changaica
- Melitaea chitralensis
- Melitaea chitralipluvia
- Melitaea chuana
- Melitaea cinerea
- Melitaea cinereoradiata
- Melitaea cinxia
- Melitaea cinxioides
- Melitaea clancha
- Melitaea clara
- Melitaea clarissa
- Melitaea codinai
- Melitaea collina
- Melitaea composita
- Melitaea confluens
- Melitaea confusa
- Melitaea consulis
- Melitaea contracta
- Melitaea corythalia
- Melitaea corythalioides
- Melitaea corythallia
- Melitaea crasnensis
- Melitaea crassenigra
- Melitaea crimitaea
- Melitaea cumulans
- Melitaea dalmatina
- Melitaea deficiens
- Melitaea delerei
- Melitaea deleta
- Melitaea deletasicca
- Melitaea delia
- Melitaea delunata
- Melitaea demaculata
- Melitaea depauperata
- Melitaea deserticola
- Melitaea determinata
- Melitaea deva
- Melitaea diamina
- Melitaea dictynna
- Melitaea didyma
- Melitaea didymina
- Melitaea didymoides
- Melitaea diluta
- Melitaea diniensis
- Melitaea discolor
- Melitaea distinctissima
- Melitaea djugjurensis
- Melitaea dodgsoni
- Melitaea dorae
- Melitaea draconimorta
- Melitaea druentia
- Melitaea dschungarica
- Melitaea dshungarica
- Melitaea duplicata
- Melitaea eberti
- Melitaea elevar
- Melitaea elisabethae
- Melitaea ellaclaudia
- Melitaea elongatoconfluems
- Melitaea embriki
- Melitaea emicandida
- Melitaea emipauper
- Melitaea emipunica
- Melitaea enarea
- Melitaea enoch
- Melitaea eos
- Melitaea equivalens
- Melitaea eridanea
- Melitaea erycina
- Melitaea erycinides
- Melitaea eupatides
- Melitaea eupompe
- Melitaea eutitania
- Melitaea evadne
- Melitaea evanescens
- Melitaea expressa
- Melitaea expuncta
- Melitaea extrema
- Melitaea fascelis
- Melitaea fasciata
- Melitaea fergana
- Melitaea fischeri
- Melitaea fixseni
- Melitaea flavescens
- Melitaea flavomarginata
- Melitaea folvonigrolimbata
- Melitaea francescoi
- Melitaea fulminans
- Melitaea fulvocincta
- Melitaea gaimana
- Melitaea gaisericus
- Melitaea galliaemontium
- Melitaea garumna
- Melitaea geminella
- Melitaea georgi
- Melitaea georginigrior
- Melitaea gergovia
- Melitaea gerinia
- Melitaea geyeri
- Melitaea gina
- Melitaea gracilens
- Melitaea graeca
- Melitaea graeciformis
- Melitaea grammani
- Melitaea gravosana
- Melitaea griseofusca
- Melitaea griseopicta
- Melitaea grossi
- Melitaea guevara
- Melitaea gurtleri
- Melitaea hafiz
- Melitaea harterti
- Melitaea hebe
- Melitaea hertha
- Melitaea heynei
- Melitaea hiberava
- Melitaea higginsi
- Melitaea hispanica
- Melitaea hoffmanni
- Melitaea honei
- Melitaea horvathi
- Melitaea hummeli
- Melitaea hyrcana
- Melitaea ibra
- Melitaea ignaea
- Melitaea ignasiti
- Melitaea immodulata
- Melitaea impunctata
- Melitaea infernalis
- Melitaea infracrasselunata
- Melitaea infrafasciata
- Melitaea infrajuncta
- Melitaea inframedioconfluens
- Melitaea interligata
- Melitaea interposita
- Melitaea interrupta
- Melitaea inversa
- Melitaea iphigenia
- Melitaea irma
- Melitaea irridens
- Melitaea isarcica
- Melitaea ishkashima
- Melitaea jacobsoni
- Melitaea jaika
- Melitaea jeholana
- Melitaea jezabel
- Melitaea johni
- Melitaea jubilaris
- Melitaea kalugini
- Melitaea kansicola
- Melitaea kansuensis
- Melitaea karavajevi
- Melitaea kaschtschenkoi
- Melitaea kazanskyi
- Melitaea kempeleni
- Melitaea kingana
- Melitaea kirgisica
- Melitaea kocaki
- Melitaea koios
- Melitaea konigi
- Melitaea kotshubeji
- Melitaea kovacsi
- Melitaea kuchi
- Melitaea latefascia
- Melitaea latefasciata
- Melitaea latemarginata
- Melitaea lathon
- Melitaea latolimbata
- Melitaea latonia
- Melitaea latonigena
- Melitaea latonigenoides
- Melitaea learchus
- Melitaea lebedevi
- Melitaea leechi
- Melitaea leopardata
- Melitaea lesora
- Melitaea lesoralpina
- Melitaea leucippe
- Melitaea leucophana
- Melitaea leucophryne
- Melitaea libanotica
- Melitaea ligata
- Melitaea lilliputana
- Melitaea lineata
- Melitaea livida
- Melitaea lobatoi
- Melitaea lokris
- Melitaea lucida
- Melitaea luciferina
- Melitaea lunulata
- Melitaea lutko
- Melitaea macromaculata
- Melitaea maculata
- Melitaea magnacasta
- Melitaea magnaclara
- Melitaea magnaestiva
- Melitaea magnalpina
- Melitaea magnaobscura
- Melitaea magnifica
- Melitaea magniplaga
- Melitaea majellensis
- Melitaea maledescripta
- Melitaea malvida
- Melitaea mandarina
- Melitaea mandschukoana
- Melitaea mandschurica
- Melitaea maracandica
- Melitaea marginata
- Melitaea marginimaculata
- Melitaea mariannae
- Melitaea marsilia
- Melitaea maturna
- Melitaea mauretanica
- Melitaea mauritii
- Melitaea medioastricta
- Melitaea medioduplicata
- Melitaea melanina
- Melitaea melicerta
- Melitaea menelik
- Melitaea mercea
- Melitaea meridionalis
- Melitaea microignasita
- Melitaea microleopardata
- Melitaea microrovia
- Melitaea microsyriaca
- Melitaea mimetica
- Melitaea minerva
- Melitaea minoa
- Melitaea minor
- Melitaea mireio
- Melitaea mixta
- Melitaea mocsaryi
- Melitaea moffartsi
- Melitaea mongoligena
- Melitaea monilata
- Melitaea monilataeformis
- Melitaea montium
- Melitaea moulinsi
- Melitaea nadezhdae
- Melitaea naina
- Melitaea nana
- Melitaea narbonensis
- Melitaea narenta
- Melitaea navarina
- Melitaea neera
- Melitaea neeraeformis
- Melitaea neglecta
- Melitaea nekkana
- Melitaea niesiolowskii
- Melitaea nigerrima
- Melitaea nigra
- Melitaea nigralba
- Melitaea nigrita
- Melitaea nigroalternans
- Melitaea nigrofasciata
- Melitaea nigroguttata
- Melitaea nigrogygia
- Melitaea nigromaculata
- Melitaea nigropunctata
- Melitaea nigrorubida
- Melitaea nigrovenata
- Melitaea nigrovulturis
- Melitaea nimbula
- Melitaea ninae
- Melitaea nisseni
- Melitaea nominoe
- Melitaea oblongomaculata
- Melitaea obscurior
- Melitaea obsoleta
- Melitaea obtecta
- Melitaea occasus
- Melitaea occidentalis
- Melitaea occitanica
- Melitaea ocellata
- Melitaea ocelliformis
- Melitaea ochra
- Melitaea ochracea
- Melitaea ogygia
- Melitaea oreithyia
- Melitaea orientalis
- Melitaea orientalpestris
- Melitaea orinomus
- Melitaea ornata
- Melitaea ornatiformis
- Melitaea orthia
- Melitaea ottonis
- Melitaea pacifica
- Melitaea paedotrophos
- Melitaea palamedes
- Melitaea pallas
- Melitaea pallida
- Melitaea pallidior
- Melitaea paludani
- Melitaea palustris
- Melitaea pamira
- Melitaea paphlagonia
- Melitaea parascotosia
- Melitaea parthenie
- Melitaea parva
- Melitaea parvalpina
- Melitaea patycosana
- Melitaea paula
- Melitaea pauper
- Melitaea pavlitzkajana
- Melitaea pekinensis
- Melitaea perlini
- Melitaea permuta
- Melitaea perplexa
- Melitaea perrhoio
- Melitaea persea
- Melitaea pfeifferi
- Melitaea phaira
- Melitaea phoebe
- Melitaea phoebina
- Melitaea pieszczeki
- Melitaea pilosellae
- Melitaea polaris
- Melitaea pontifex
- Melitaea porrecta
- Melitaea postaustrobscura
- Melitaea postcelladdita
- Melitaea postgarumna
- Melitaea posticemediocrasse
- Melitaea postnaina
- Melitaea postnarenta
- Melitaea postogygia
- Melitaea postoreithyia
- Melitaea posttarlonia
- Melitaea postwheeleri
- Melitaea postvirgilia
- Melitaea praemarsilia
- Melitaea praxilla
- Melitaea prima
- Melitaea problematica
- Melitaea proconsulis
- Melitaea progressiva
- Melitaea protea
- Melitaea proteaoccidentis
- Melitaea protomedia
- Melitaea pseudoala
- Melitaea pseudoclarisa
- Melitaea pseudodidyma
- Melitaea pseudosibina
- Melitaea pudica
- Melitaea puella
- Melitaea pumila
- Melitaea punica
- Melitaea punicapowelli
- Melitaea punicata
- Melitaea pusilla
- Melitaea pyrenaealpestris
- Melitaea pyrenealpina
- Melitaea pyrenemontana
- Melitaea pyronia
- Melitaea quercii
- Melitaea radiata
- Melitaea rama
- Melitaea ravalpina
- Melitaea rebrensis
- Melitaea rectealpina
- Melitaea regama
- Melitaea rhodopensis
- Melitaea robertsi
- Melitaea robiginosa
- Melitaea roccii
- Melitaea romana
- Melitaea romanovi
- Melitaea romula
- Melitaea romulanigra
- Melitaea rosea
- Melitaea rostagnoi
- Melitaea rothschildi
- Melitaea rovia
- Melitaea rubida
- Melitaea rubrofasciata
- Melitaea rucephala
- Melitaea sabina
- Melitaea sacaria
- Melitaea salamancaensis
- Melitaea sargon
- Melitaea sarvistana
- Melitaea sassanides
- Melitaea saturata
- Melitaea saxatilis
- Melitaea schansiensis
- Melitaea schwingenschussi
- Melitaea scotosia
- Melitaea scotti
- Melitaea seilemis
- Melitaea seitzi
- Melitaea semidetrita
- Melitaea semijubilaris
- Melitaea semilearchus
- Melitaea seminigra
- Melitaea semiobscura
- Melitaea septentriorientis
- Melitaea sextilis
- Melitaea shandura
- Melitaea shanshiensis
- Melitaea sheljuzhkoi
- Melitaea shugnana
- Melitaea siberica
- Melitaea sibina
- Melitaea sibirica
- Melitaea siccalta
- Melitaea sicula
- Melitaea sikkimensis
- Melitaea sindura
- Melitaea snyderi
- Melitaea solona
- Melitaea speciosa
- Melitaea stemmleri
- Melitaea sterlineata
- Melitaea storacei
- Melitaea strandi
- Melitaea striata
- Melitaea stupenda
- Melitaea subalbida
- Melitaea subalpina
- Melitaea subcorythallia
- Melitaea subnavarina
- Melitaea suboccitanica
- Melitaea subpatycosana
- Melitaea subrubida
- Melitaea subseilemis
- Melitaea subtarlonia
- Melitaea subtusca
- Melitaea subtuscrassipuncta
- Melitaea subtusmarcata
- Melitaea subtusocellata
- Melitaea suffusa
- Melitaea sultanensis
- Melitaea superalpina
- Melitaea supercaldaria
- Melitaea sutschana
- Melitaea sutschanala
- Melitaea sylleion
- Melitaea syriaca
- Melitaea tangigharuensis
- Melitaea tarlonia
- Melitaea tartara
- Melitaea tauricus
- Melitaea telona
- Melitaea tenuisignata
- Melitaea terracina
- Melitaea tessellata
- Melitaea tibetana
- Melitaea tigris
- Melitaea totila
- Melitaea transbaicalica
- Melitaea transcaucasica
- Melitaea transversa
- Melitaea tremulae
- Melitaea trifasciata
- Melitaea trivia
- Melitaea tschecha
- Melitaea tschujaca
- Melitaea tsonkapa
- Melitaea tungana
- Melitaea tungusa
- Melitaea tunisa
- Melitaea turanica
- Melitaea turkestanica
- Melitaea turkmanica
- Melitaea tusca
- Melitaea uclensis
- Melitaea ufensis
- Melitaea uhryki
- Melitaea uitasica
- Melitaea unifasciata
- Melitaea uralensis
- Melitaea uralicola
- Melitaea ussuriae
- Melitaea vacua
- Melitaea wagneri
- Melitaea walteri
- Melitaea wardi
- Melitaea variabilis
- Melitaea variegata
- Melitaea warneckei
- Melitaea venosata
- Melitaea vernalis
- Melitaea vernetensis
- Melitaea wheeleri
- Melitaea wiltshirei
- Melitaea winbladi
- Melitaea virgilia
- Melitaea viridescens
- Melitaea wittei
- Melitaea wullschlegei
- Melitaea yagei
- Melitaea yatsugadakensis
- Melitaea yuenty
- Melitaea yugakuana
- Melitaea yunnana
- Melitaea yunnanensis
- Melitaea ziegleri
- Melitaea zinburgi